# 185 TCN
Năm 185 TCN là một năm trong lịch Julius. 